# Clavelina lepadiformis
Clavelina lepadiformis, comúnmente conocida como ascidia bombillo, es una ascidia colonial originaria del océano Atlántico NE.

## Distribución
Esta especie de ascida abunda en aguas poco profundas de Gran Bretaña e Irlanda. Se encuentra también en una franja desde Noruega a lo largo de las costas europeas hasta el sur del Mediterráneo. En el Mediterráneo se ha encontrado especies crípticas.

## Descripción
La túnica transparente y los órganos internos visibles de color amarillo o blanco le dan a este animal su nombre común.

## Galería de imágenes

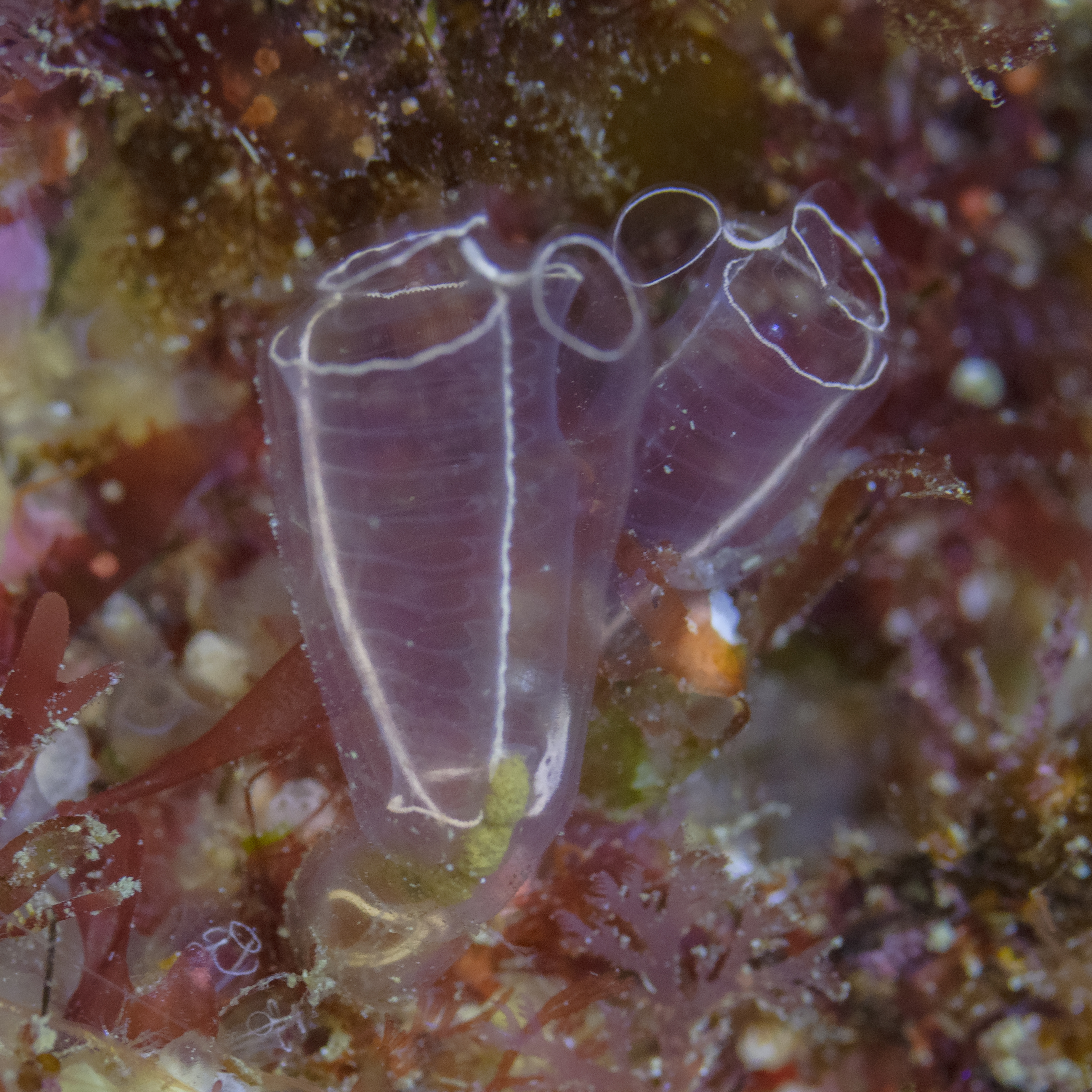
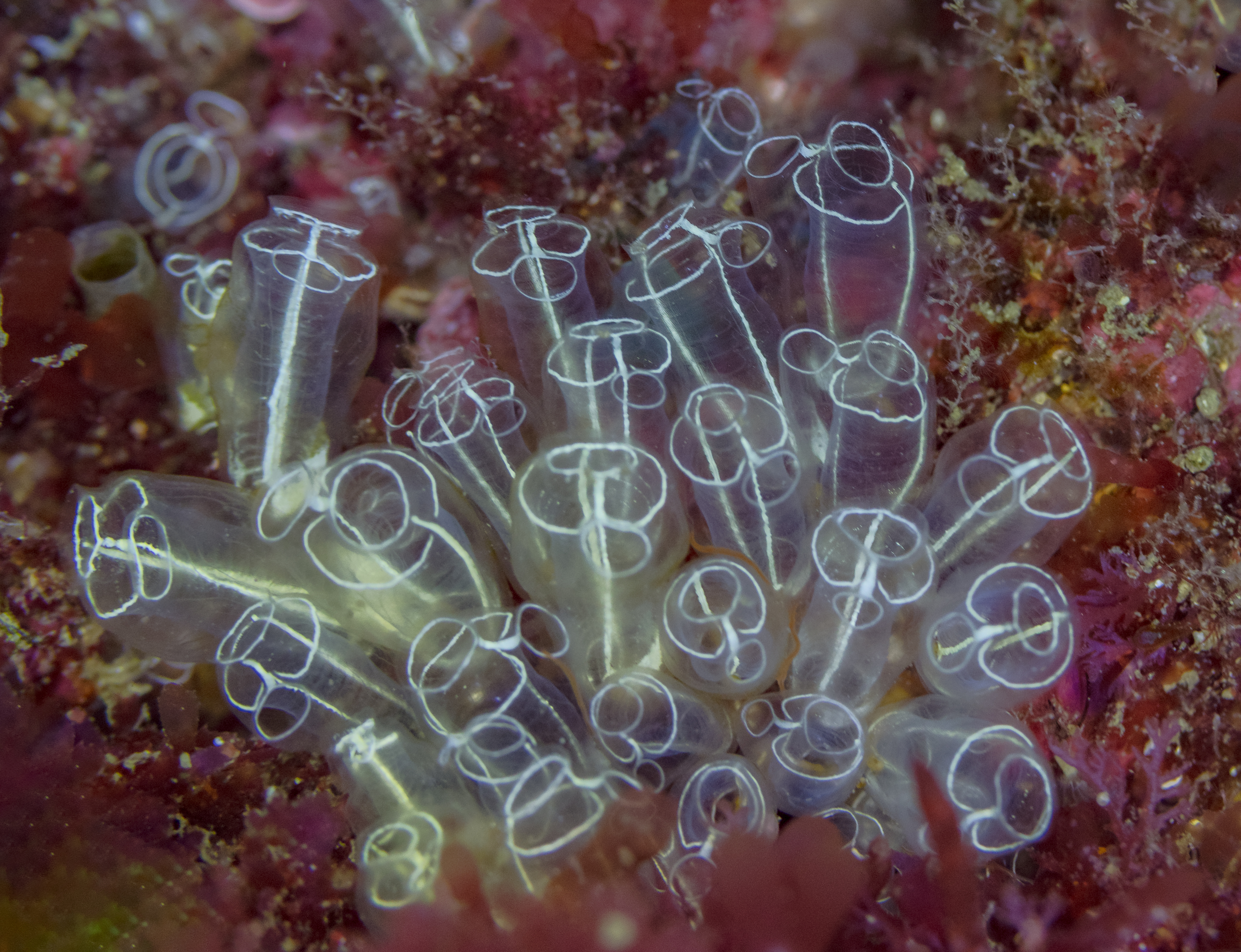
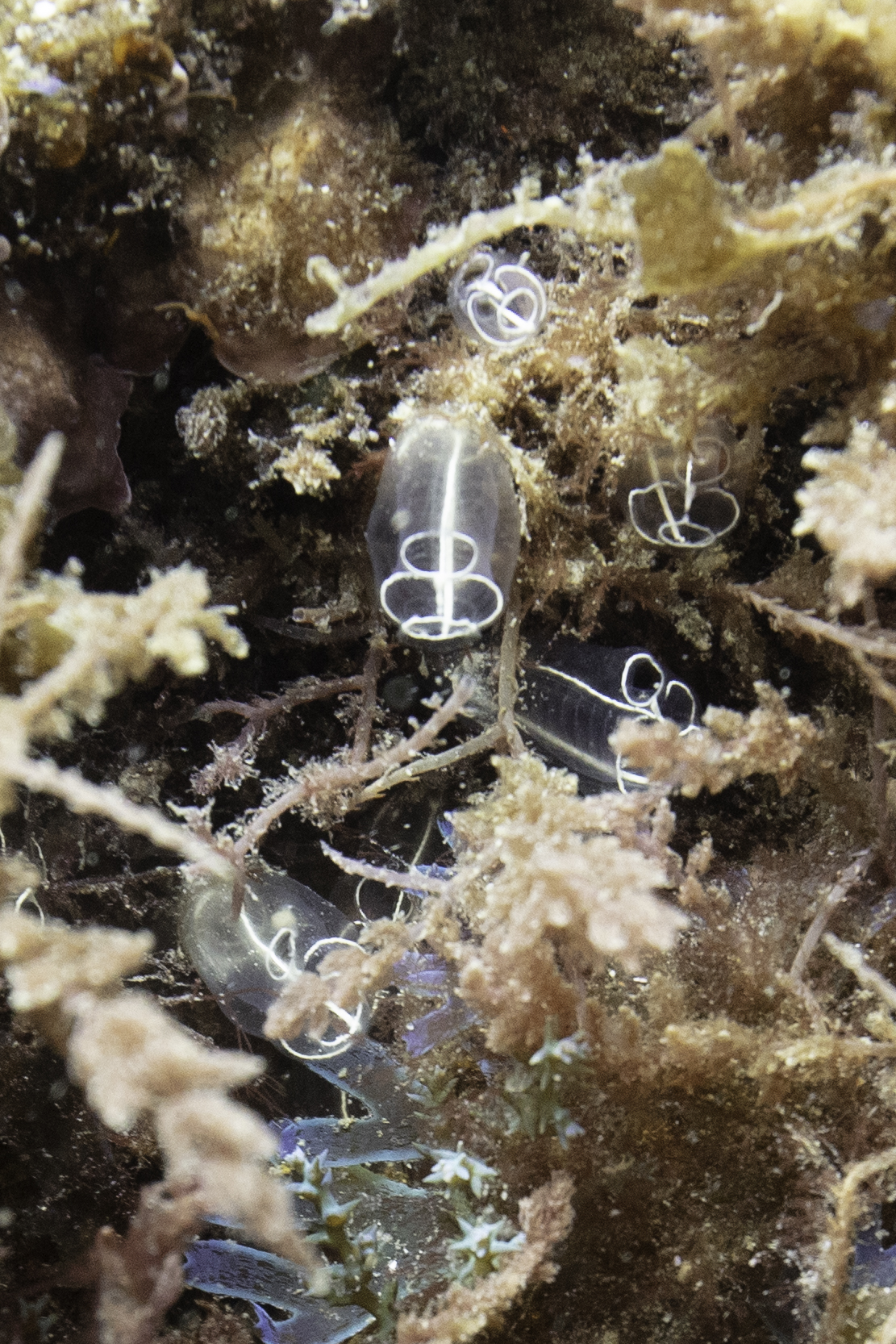
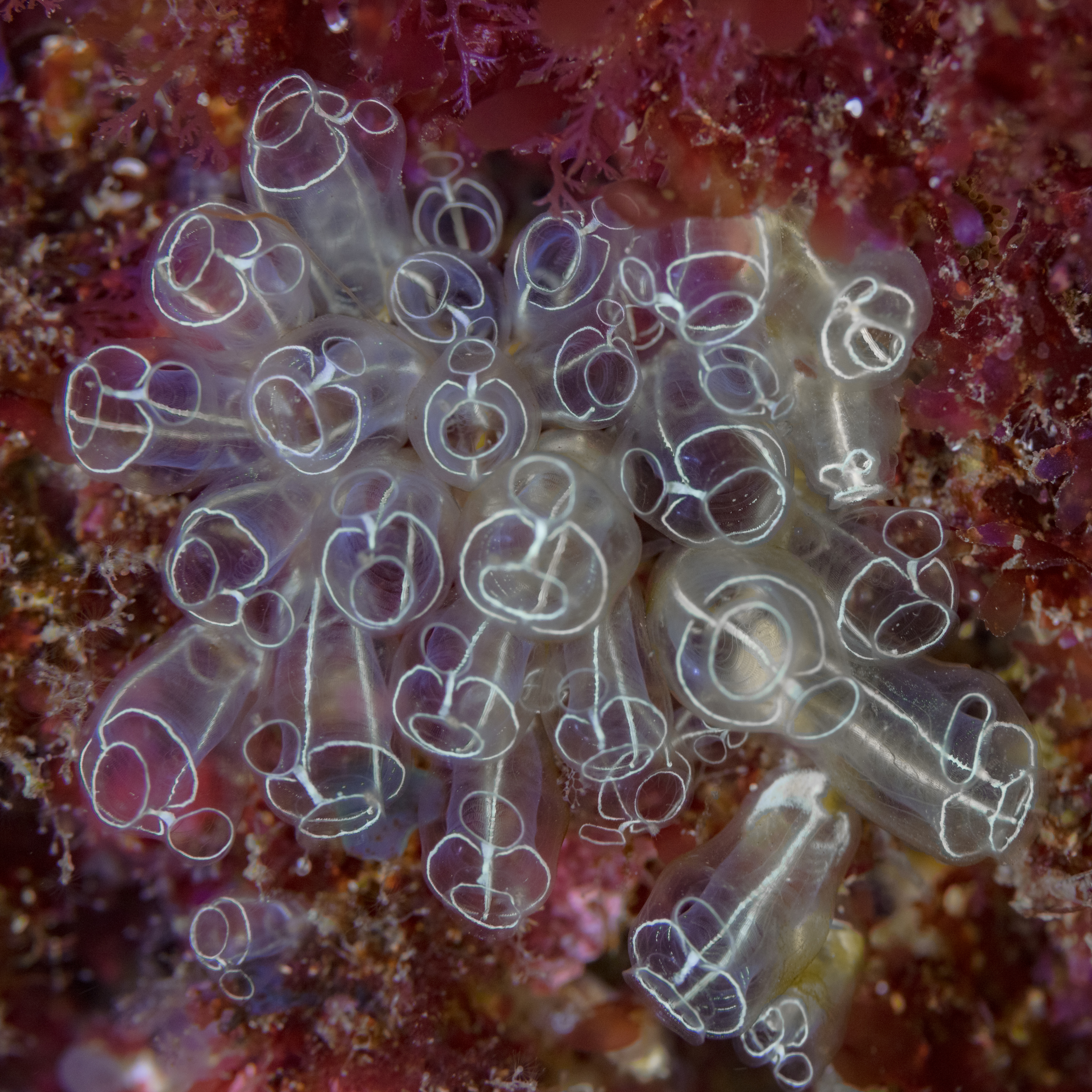
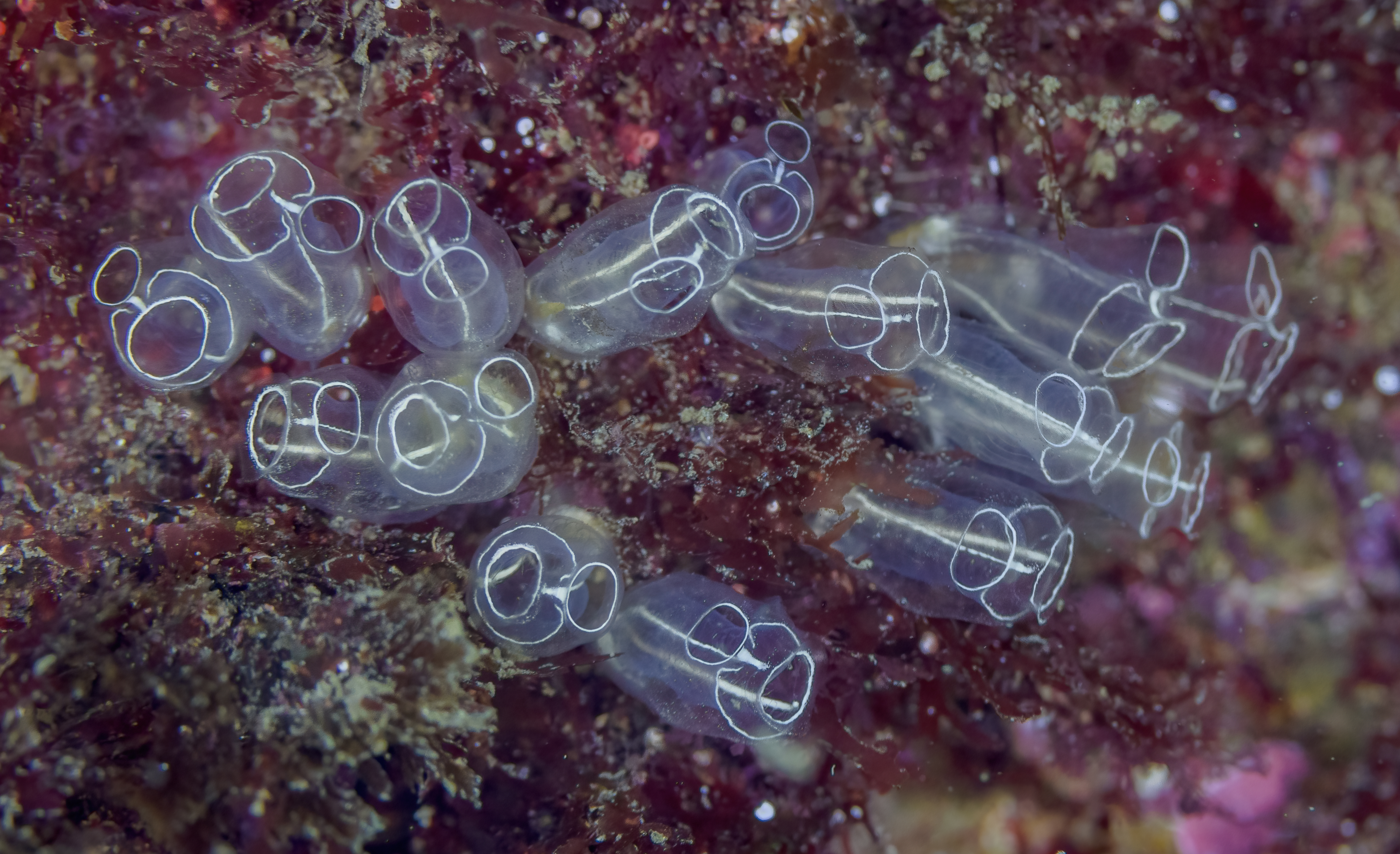